# Стретинка (Республика Алтай)
Стретинка  — опустевшее село в Турочакском муниципальном районе Республики Алтай России. Входит в состав Турочакского сельского поселения. Население села 5 человек (2002), 0 (2010—2016)

## История
Основано в 1912 г.

## География
Село Стретинка расположено в 158 км от г. Горно-Алтайск и в 70 км от Телецкого озера и находится на правом берегу реки Лебедь, на месте впадения небольшого притока. Возле села впадает правый приток — река Сия. Населённый пункт окружает тайга смешанного типа. Абсолютная высота 317 метров над уровня моря
.

## Инфраструктура
Туризм (пешие и конные прогулки, развлечения).

## Транспорт
Горная дорога из села Турочак..

## Население
| 2010 | 2011 | 2012 | 2013 | 2014 | 2015 |
| ---- | ---- | ---- | ---- | ---- | ---- |
| 0    | →0   | →0   | →0   | →0   | →0   |
| 2016 |      |      |      |      |      |
| →0   |      |      |      |      |      |